# Cervonoblahodatne, Hornostaiivka
Cervonoblahodatne (în ucraineană Червоноблагодатне) este localitatea de reședință a comunei Cervonoblahodatne din raionul Hornostaiivka, regiunea Herson, Ucraina.

## Demografie
Componența lingvistică a localității Cervonoblahodatne
     Ucraineană (94,5%)
     Rusă (4,25%)
     Belarusă (1,25%)
Conform recensământului din 2001, majoritatea populației localității Cervonoblahodatne era vorbitoare de ucraineană (94,5%), existând în minoritate și vorbitori de rusă (4,25%) și belarusă (1,25%).